# (5222) Ioffe
(5222) Ioffe és un asteroide del cinturó principal descobert l'11 d'octubre de 1980 per l'astrònom soviètic/rus Nikolai Stepànovitx Txernikh l'11 d'octubre de 1980 a Nautxni. La seva designació provisional era 1980 TL13. Forma part de la família de Pal·les.
Rebé el seu nom en honor del físic soviètic Abram Ioffe.